# Cuernos de Hattin

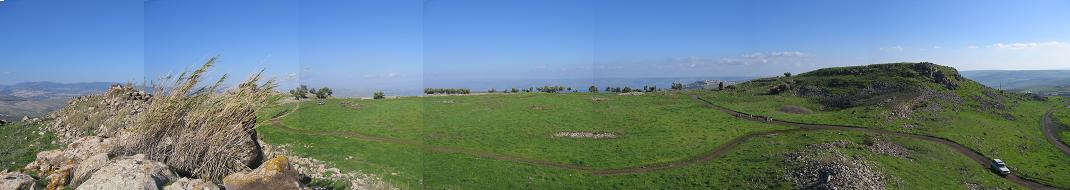
Vista panorámica de los Cuernos de Hattin

Los Cuernos de Hattin (en árabe: Kûrun Hattîn, en hebreo קרני חיטין, Karnei Jitín) es el nombre de un monte de unos 326 metros de altura situado en la Baja Galilea (Israel), cerca de la planicie de Hattin y del Monte Arbel. Se trata de un volcán apagado, y lleva dicho nombre por sus dos picos que se asemejan a un par de cuernos. Desde los Cuernos de Hattin es posible ver el Lago Kineret, el Gilad, el Golán y la Galilea.
En su explanada tuvo lugar la batalla de los Cuernos de Hattin, en junio del año 1187, en la cual el ejército de Saladino derrotó a los cruzados.
Algunos académicos identifican los Cuernos de Hattin con el Monte de las Bienaventuranzas, donde Jesús emitió el Sermón de la Montaña.
Cerca de la montaña se encuentra también Nabi Shoaib, considerado por drusos y musulmanes sunitas como la tumba del profeta Shoaib o Jetró. 
En la ladera de la montaña quedan los restos de la aldea árabe de Hattin, abandonada durante la guerra de 1948.